# ヴヴェイ
ヴヴェイ(Vevey)は、スイス西部のヴォー州、レマン湖地方にある基礎自治体で、モントルーの西約7kmのレマン湖畔に位置する。

## 概要

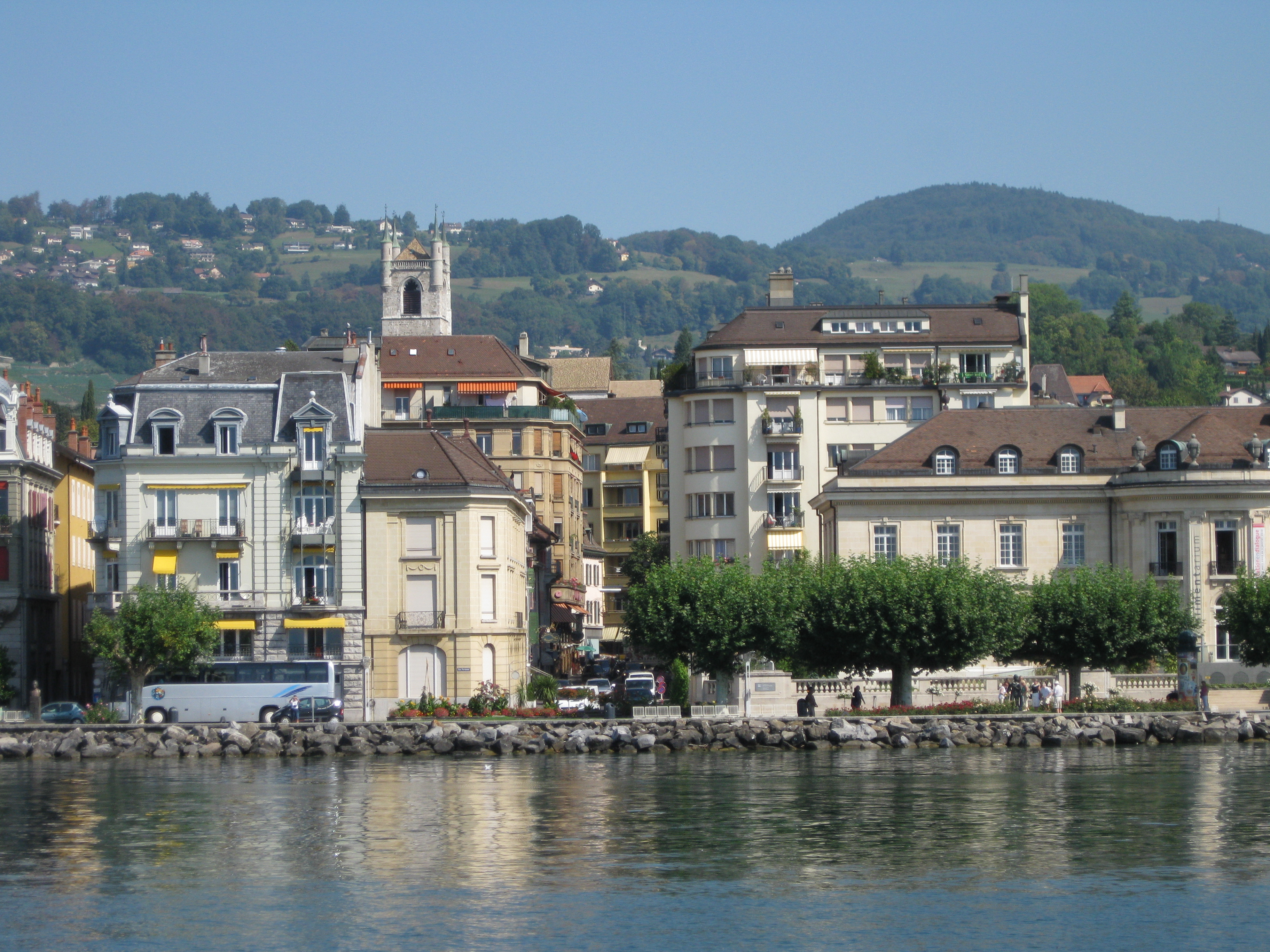
ヴヴェイとレマン湖

レマン湖北岸に位置するヴヴェイは、美しい葡萄畑に囲まれている。13-14世紀のサヴォイア統治時代に町の基盤が作られ、中世からワインの産地として栄えてきた。
四半世紀に一度、盛大なワイン生産者の祭り、フェット・デ・ヴィニュロン (Fête des Vignerons) が開催される。前々回は1999年に行われ、前回は2019年7月18日から8月11日までであった。フェット・デ・ヴィニュロンは2016年にユネスコ無形文化遺産に登録された。
ヴヴェイは19世紀に世界各国の王侯貴族や芸術家に愛される湖畔のリゾート地として、隣のモントルーとともに発展を遂げた。現在はモントルーとともに、観光マーケティング上のブランド名として「モントルーリヴィエラ」という呼称を使用している。
ヴヴェイの北側にはレ・プレイヤード山（1360m）や、モンペルラン山（1080m）から連なる丘陵地帯が広がり、ナルシスと呼ばれる日本の水仙に似た花が毎年4月末から6月にかけて咲く。
各国出身の著名人が、数多く居住した地としても知られており、特にチャールズ・チャップリンがヴヴェイ郊外の村、コルシエに家を建て、その晩年を過ごしたことは有名である。レマン湖畔に立つチャップリンの銅像はヴヴェイの観光スポットとなっている。チャップリンの邸宅「マノワール・ド・バン」は、構想から15年の時を経て、2016年4月にチャップリンの世界を紹介するミュージアム、「チャップリン・ワールド」として生まれ変わり、一般にも公開されている。
食品メーカーとして売上高が世界最大規模のネスレ(Nestlé S.A.)本社がこの町にあり、ネスレの財団が運営する食に関するミュージアム、アリマンタリウム（食の博物館）がある。
従来日本ではヴェヴェイともヴェヴェーとも表記され、ネスレ日本は後者を採用しているが、いずれも英語発音のカタカナ化である。スイス政府観光局では「ヴヴェイ」という表記で統一している。ただし、フランス語での発音を日本語に転写すると「ヴヴェ」が最も近い

### 鉄道
- スイス連邦鉄道（CFF） - ヴヴェイ駅には、ジュネーヴ、ローザンヌ、ベルン等のスイス各地を結ぶ路線や、フランス、ドイツ、イタリア等に至る国際列車が発着。また、RER（Sバーン）の一種であるヴォー州RER（Réseau Express Vaudois、RER Vaudois）により、ローザンヌ駅を中心とした近郊電車のネットワーク7路線が運行されている。

## 教育
- ヴヴェイ写真学校
  - 卒業生
    - イヴ・イェルサン - 映画監督
    - フランシス・ロイセール - 映画監督
    - ジャン＝ベルナール・ムヌー - 映画監督、撮影監督

## 関係者

### ヴヴェイ生まれの人物
- フランシス・ロイセール - 映画監督
- ターボ・セフォロシャ - プロバスケットボール選手、スイス代表（NBA・アトランタ・ホークス所属）
- ロド（本名：オーギュスト・ド・ニーダーホイゼルン） - 彫刻家

### 居住その他ゆかりある人物
- チャールズ・チャップリン - 俳優。ヴヴェイ近郊コルシエ＝シュル＝ヴヴェイ (fr) の自宅で死去。